# جون ميلر (سياسي كندي)
جون ميلر هو فلاح وسياسي كندي، ولد في 19 مارس 1866 في وودستوك في كندا، وتوفي في 15 مايو 1950. حزبياً، نشط في Progressive Party of Canada ‏ والحزب الليبرالي الكندي. وقد انتخب عضو مجلس العموم الكندي.